# Clíodhna
En la mitologia irlandesa, Clíodhna (Clídna, Clionadh, Clíodna, Clíona) és una reina de les Banshees dels Tuatha Dé Danann. Clíodna de Carrigcleena és la potent banshee que governa com a reina sobre les sidheog (fades dels turons) de South Munster, o Desmond.
En alguns mites irlandesos, Clíodhna és una deessa de l'amor i la bellesa, i la patrona del comtat de Cork. Es diu que té tres ocells de colors vius que mengen pomes d'un arbre d'un altre món i el dolç cant dels quals cura els malalts. Deixa l'altra illa de Tír Tairngire ("la terra de la promesa") per estar amb el seu amant mortal, Ciabhán, però és presa per una onada mentre dorm a causa de la música que toca un joglar de Manannan mac Lir al Port de Glandore al comtat de Cork: la marea allà es coneix com Tonn Chlíodhna, "l'ona de Clíodhna". Que s'ofegui o no depèn de la versió que s'expliqui, juntament amb molts altres detalls de la història.
Tenia el seu palau al cor d'un munt de roques, a 8 km de Mallow, que encara es coneix comunament amb el nom de Carrig-Cleena, i nombroses llegendes sobre ella s'expliquen per sobre de la pagesia de Munster.

## Orígens
S'ha suggerit que Clídna deriva de la deessa gal·la Clutonda o Clutondae

## En altres mitjans
La mateixa reina banshee Clíodhna apareix com a deessa jugable i dolenta al MOBA Smite (videojoc) com l'assassí del panteó celta, llançat l'octubre de 2021.